# جوكوفكا
جوكوفكا (بالروسية: Жуковка) هي إحدى مدن روسيا في الكيان الفدرالي الروسي بريانسك أوبلاست.